# Gran Premio del Brasile 2014
Il Gran Premio del Brasile 2014 si è corso domenica 9 novembre 2014 sul circuito di Interlagos, diciottesima prova della stagione 2014 del campionato mondiale di Formula 1. La gara è stata vinta da Nico Rosberg su Mercedes, al suo ottavo successo nel mondiale. Rosberg ha preceduto sul traguardo il suo compagno di squadra Lewis Hamilton e Felipe Massa su Williams-Mercedes.

## Vigilia

### Sviluppi futuri
La Federazione Internazionale dell'Automobile pubblica la lista delle scuderie ammesse a partecipare alla stagione 2015: sono confermati tutti i team che hanno corso nel 2014, comprese la Caterham e la Marussia, indicata col nome di Manor F1 Team.
La Sauber annuncia che sarà il pilota brasiliano Felipe Nasr ad affiancare Marcus Ericsson quale pilota titolare per la stagione seguente. Nasr ha svolto nel 2014 il ruolo di terzo pilota alla Williams.

### Aspetti tecnici
Per questa gara la Pirelli, fornitrice unica degli pneumatici, aveva scelto, inizialmente, le mescole media e dura. A seguito di critiche espresse anche da Felipe Massa, secondo cui la possibilità di trovare condizioni di freddo e bagnato avrebbero reso insicure la mescole scelte, la casa italiana ha deciso di modificare la sua scelta iniziale optando per gomme medie e morbide.
La Federazione indica due zone per l'attivazione del DRS: la prima è fissata sulla Reta Oposta, con rilevazione del distacco fra piloti posta alla S do Senna; l'altra è posta sul rettilineo d'arrivo e detection point stabilito alla curva 13.
Per il riammodernamento del tracciato vengono stanziati 60 milioni di euro: per la gara è prevista la riasfaltatura dell'intero tracciato. Viene inoltre modificata l'entrata della corsia dei box, spesso oggetto di critiche in merito alla sicurezza. Nell'edizione 2013 era stata ridefinita la linea che divideva l'entrata della corsia col tracciato, provocando anche delle penalità per i piloti che non avevano rispettato la divisione della pista. Ora l'entrata è anticipata di qualche metro e, all'inizio della corsia, viene inserita una chicane, per ridurre ulteriormente la velocità delle monoposto. Successivamente verrà abbattuta la palazzina dei box. Era stato anche proposto, ma poi non attuato, lo spostamento della partenza sulla Reta Oposta.

### Aspetti sportivi
Il pilota della Force India Sergio Pérez è penalizzato di sette posizioni sulla griglia di partenza per il contatto avvenuto nei primi giri del GP degli USA con la vettura di Adrian Sutil.
Anche a questa gara non parteciperà la Caterham a causa dei problemi sorti nel passaggio di proprietà della scuderia. La Marussia comunica invece la definitiva cessazione dell'attività e, quindi, la sua rinuncia a disputare le ultime due gare stagionali.
Emanuele Pirro è nominato dalla FIA quale commissario aggiunto per il Gran Premio; l'ex pilota di F1 ha già svolto spesso in passato tale funzione, l'ultima al Gran Premio del Belgio.
Durante le prime prove libere del venerdì Daniel Juncadella ha sostituito Sergio Pérez in Force India, Max Verstappen ha preso il posto di Jean-Éric Vergne e Felipe Nasr quello di Valtteri Bottas alla Williams.

## Prove

### Resoconto
Nico Rosberg ha ottenuto il tempo migliore nel corso delle prime prove libere del venerdì. Il pilota della Mercedes ha preceduto Lewis Hamilton, suo compagno di scuderia, per due decimi. Al terzo posto ha chiuso il russo Daniil Kvjat della Toro Rosso. La sessione è stata interrotta dalla bandiera rossa: Daniel Juncadella è uscito di pista finendo contro le protezioni all'altezza del Pinheirinho. Jenson Button non ha potuto compiere nessun giro cronometrato a causa di un problema tecnico manifestatosi al termine dell'installation lap. Successivamente, sulla McLaren, è stato sostituito l'ERS. Anche Esteban Gutiérrez non è stato in grado di fare segnare tempi validi.
Rosberg si è confermato il pilota più veloce anche nella seconda sessione di prove. Il tedesco, come gli altri suoi colleghi, ha testato le gomme più morbide. Anche Hamilton ha mantenuto la seconda posizione mentre, in terza posizione, si è issato Kimi Räikkönen, staccato di circa mezzo secondo da Rosberg. L'altro pilota della Ferrari, Fernando Alonso, ha causato l'esposizione della bandiera rossa per il cedimento del propulsore e conseguente incendio della sua monoposto. La sostituzione del motore sulla vettura del pilota spagnolo non comporta però nessuna penalità sulla griglia di partenza.
Sergio Pérez non ha potuto prendere parte alla sessione in quanto i tecnici non sono riusciti a riparare in tempo la monoposto dopo l'incidente accaduto alla mattina, quando al volante della vettura vi era Juncadella. Vergne ha potuto compiere solo un pugno di giri a causa di un problema tecnico sulla sua Toro Rosso.

### Risultati
Nella prima sessione del venerdì si è avuta questa situazione:
| Pos | Nº | Pilota         | Costruttore | Tempo    | Gap    | Giri |
| --- | -- | -------------- | ----------- | -------- | ------ | ---- |
| 1   | 6  | Nico Rosberg   | Mercedes    | 1'12"764 |        | 30   |
| 2   | 44 | Lewis Hamilton | Mercedes    | 1'12"985 | +0"221 | 32   |
| 3   | 26 | Daniil Kvjat   | STR-Renault | 1'13"723 | +0"959 | 39   |

Nella seconda sessione del venerdì si è avuta questa situazione:
| Pos | Nº | Pilota         | Costruttore | Tempo    | Gap    | Giri |
| --- | -- | -------------- | ----------- | -------- | ------ | ---- |
| 1   | 6  | Nico Rosberg   | Mercedes    | 1'12"123 |        | 36   |
| 2   | 44 | Lewis Hamilton | Mercedes    | 1'12"336 | +0"213 | 36   |
| 3   | 7  | Kimi Räikkönen | Ferrari     | 1'12"696 | +0"573 | 32   |

Nella sessione del sabato mattina si è avuta questa situazione:
| Pos | Nº | Pilota         | Costruttore       | Tempo    | Gap    | Giri |
| --- | -- | -------------- | ----------------- | -------- | ------ | ---- |
| 1   | 6  | Nico Rosberg   | Mercedes          | 1'10"446 |        | 28   |
| 2   | 44 | Lewis Hamilton | Mercedes          | 1'10"560 | +0"114 | 20   |
| 3   | 19 | Felipe Massa   | Williams-Mercedes | 1'10"875 | +0"429 | 21   |

## Qualifiche

### Resoconto
Nella prima fase Nico Rosberg si conferma il più rapido in pista, davanti al suo compagno di scuderia Lewis Hamilton. Sebastian Vettel, con un set up da bagnato, riesce ad avere la certezza di entrare tre i migliori 14 che passano alla seconda fase solo negli ultimi istanti della sessione. Fernando Alonso, dal suo canto, si lamenta per essere stato mandato in pista senza che le batterie della power unit fossero interamente cariche. Vengono esclusi i due piloti della Lotus, Jean-Éric Vergne e Sergio Pérez.
Nella seconda fase Rosberg è ancora il pilota col tempo migliore. Daniil Kvjat decide di non affrontare la sessione per risparmiare un treno di gomme, dovendo anche subire la penalizzazione sulla griglia di partenza. Oltre al russo sono eliminati Nico Hülkenberg e i due della Sauber.
Nella fase decisiva Lewis Hamilton è il primo a far segnare un tempo, battuto però subito da Nico Rosberg. Terzo si pone prima Valtteri Bottas, preceduto poco dopo però da Felipe Massa. I due piloti della Scuderia Ferrari decidono invece di concentrarsi su un solo tentativo.
Nella parte finale della Q3 Hamilton ritorna al comando, prima di essere definitivamente battuto ancora da Rosberg. Per il tedesco è la quattordicesima pole position nel mondiale, la decima dell'anno. Con questo risultato Rosberg si aggiudica il trofeo FIA destinato al pilota che ottiene più partenze al palo in stagione. La seconda fila è monopolizzata dai piloti della Williams.

### Risultati
Nella sessione di qualifica si è avuta questa situazione:
| Pos                         | Nº | Pilota            | Costruttore             | Q1       | Q2          | Q3       | Griglia |
| --------------------------- | -- | ----------------- | ----------------------- | -------- | ----------- | -------- | ------- |
| 1                           | 6  | Nico Rosberg      | Mercedes                | 1'10"347 | 1'10"303    | 1'10"023 | 1       |
| 2                           | 44 | Lewis Hamilton    | Mercedes                | 1'10"457 | 1'10"712    | 1'10"056 | 2       |
| 3                           | 19 | Felipe Massa      | Williams-Mercedes       | 1'10"602 | 1'10"343    | 1'10"247 | 3       |
| 4                           | 77 | Valtteri Bottas   | Williams-Mercedes       | 1'10"832 | 1'10"421    | 1'10"305 | 4       |
| 5                           | 22 | Jenson Button     | McLaren-Mercedes        | 1'11"097 | 1'11"127    | 1'10"930 | 5       |
| 6                           | 1  | Sebastian Vettel  | Red Bull Racing-Renault | 1'11"880 | 1'11"129    | 1'10"938 | 6       |
| 7                           | 20 | Kevin Magnussen   | McLaren-Mercedes        | 1'11"134 | 1'11"211    | 1'10"969 | 7       |
| 8                           | 14 | Fernando Alonso   | Ferrari                 | 1'11"558 | 1'11"215    | 1'10"977 | 8       |
| 9                           | 3  | Daniel Ricciardo  | Red Bull Racing-Renault | 1'11"593 | 1'11"208    | 1'11"075 | 9       |
| 10                          | 7  | Kimi Räikkönen    | Ferrari                 | 1'11"193 | 1'11"188    | 1'11"099 | 10      |
| 11                          | 21 | Esteban Gutiérrez | Sauber-Ferrari          | 1'11"520 | 1'11"591    | N.D.     | 11      |
| 12                          | 27 | Nico Hülkenberg   | Force India-Mercedes    | 1'11"848 | 1'11"976    | N.D.     | 12      |
| 13                          | 99 | Adrian Sutil      | Sauber-Ferrari          | 1'11"943 | 1'12"099    | N.D.     | 13      |
| 14                          | 26 | Daniil Kvjat      | STR-Renault             | 1'11"423 | senza tempo | N.D.     | 17      |
| 15                          | 8  | Romain Grosjean   | Lotus-Renault           | 1'12"037 | N.D.        | N.D.     | 14      |
| 16                          | 25 | Jean-Éric Vergne  | STR-Renault             | 1'12"040 | N.D.        | N.D.     | 15      |
| 17                          | 11 | Sergio Pérez      | Force India-Mercedes    | 1'12"076 | N.D.        | N.D.     | 18      |
| 18                          | 13 | Pastor Maldonado  | Lotus-Renault           | 1'12"233 | N.D.        | N.D.     | 16      |
| Tempo limite 107%: 1'15"271 |    |                   |                         |          |             |          |         |

In grassetto sono indicate le migliori prestazioni in Q1, Q2 e Q3.

## Gara

### Resoconto
Adrian Sutil è costretto a partire dai box per un problema tecnico. Alla partenza Nico Rosberg è capace di mantenere la testa della corsa, seguito da Lewis Hamilton; seguono poi le due Williams, le due McLaren, Fernando Alonso e le due Red Bull.
Al quinto giro va al cambio gomme Massa, seguito un giro dopo da Bottas, Button e Vettel. Al settimo passaggio tocca anche a Nico Rosberg: quando Hamilton cambia gli pneumatici, un giro dopo, resta dietro al tedesco. Il duo della Mercedes passa agevolmente Romain Grosjean. Ora la gara è guidata da Nico Hülkenberg, che non ha ancora cambiato le gomme, seguito da Daniil Kvjat. Rosberg e Hamilton, dopo aver passato anche Kvjat, si portano all'inseguimento di Hülkenberg: Rosberg lo passa al dodicesimo giro col pilota della Force India che poco dopo va al suo primo cambio gomme. Al termine del primo turno di soste per il cambio gomme la classifica resta, di fatto, immutata rispetto all'inizio della gara.
Tra il 25º e il 27º giro vi sono le seconde soste per tutti i piloti di testa. Nel corso dell'ultimo giro prima del cambio gomme Hamilton va lungo al termine della Reta Oposta perdendo così l'opportunità di superare Nico Rosberg ai box. Ora la classifica vede, dietro al duo della Mercedes, Kimi Räikkönen, che non ha ancora cambiato le gomme, Nico Hülkenberg, Felipe Massa e Jenson Button. Valtteri Bottas va fuori dalla zona dei punti per un piccolo contrattempo ai box, mentre Sebastian Vettel ora si trova davanti a Magnussen e ad Alonso. Räikkönen cambia gli pneumatici al giro 36, scendendo in tredicesima posizione. Al giro 39 Daniel Ricciardo si ritira per il cedimento di una sospensione.
Hamilton si avvicina a Rosberg, recuperando facilmente il gap che si era creato dopo l'errore al giro 29. Anche Alonso si avvicina a Magnussen, ma senza riuscire a passarlo. Anche dopo il terzo cambio gomme Lewis Hamilton resta dietro a Nico Rosberg. Al giro 54 Felipe Massa conquista il terzo posto, passando Hülkenberg. Dietro al tedesco della Force India è risalito Kimi Räikkönen, che ha optato per due sole soste, seguito da Jenson Button, Sebastian Vettel, Fernando Alonso e Daniil Kvjat.
Al giro 61 Button e Vettel passano Räikkönen, mentre Nico Hülkenberg effettua il cambio gomme che lo fa retrocedere al nono posto. Negli ultimi giri Hamilton si avvicina a Nico Rosberg, senza riuscire a passarlo, mentre Alonso ha la meglio, dopo un lungo duello, sul compagno di scuderia Kimi Räikkönen per il sesto posto.
Nico Rosberg vince per l'ottava volta nel mondiale. Col secondo posto di Lewis Hamilton la Mercedes conquista il record di 11 doppiette nel corso della stessa stagione che apparteneva alla McLaren nella stagione 1988. La casa tedesca ottiene anche il record assoluto di podi in una stagione, 30.

### Risultati
I risultati del Gran Premio sono i seguenti:
| Pos | Nº | Pilota            | Costruttore             | Giri | Tempo/Ritiro | Griglia | Punti |
| --- | -- | ----------------- | ----------------------- | ---- | ------------ | ------- | ----- |
| 1   | 6  | Nico Rosberg      | Mercedes                | 71   | 1h30'02"555  | 1       | 25    |
| 2   | 44 | Lewis Hamilton    | Mercedes                | 71   | +1"457       | 2       | 18    |
| 3   | 19 | Felipe Massa      | Williams-Mercedes       | 71   | +41"031      | 3       | 15    |
| 4   | 22 | Jenson Button     | McLaren-Mercedes        | 71   | +48"658      | 5       | 12    |
| 5   | 1  | Sebastian Vettel  | Red Bull Racing-Renault | 71   | +51"420      | 6       | 10    |
| 6   | 14 | Fernando Alonso   | Ferrari                 | 71   | +1'01"906    | 8       | 8     |
| 7   | 7  | Kimi Räikkönen    | Ferrari                 | 71   | +1'03"730    | 10      | 6     |
| 8   | 27 | Nico Hülkenberg   | Force India-Mercedes    | 71   | +1'03"934    | 12      | 4     |
| 9   | 20 | Kevin Magnussen   | McLaren-Mercedes        | 71   | +1'10"085    | 7       | 2     |
| 10  | 77 | Valtteri Bottas   | Williams-Mercedes       | 70   | +1 giro      | 4       | 1     |
| 11  | 26 | Daniil Kvjat      | STR-Renault             | 70   | +1 giro      | 17      |       |
| 12  | 13 | Pastor Maldonado  | Lotus-Renault           | 70   | +1 giro      | 16      |       |
| 13  | 25 | Jean-Éric Vergne  | STR-Renault             | 70   | +1 giro      | 15      |       |
| 14  | 21 | Esteban Gutiérrez | Sauber-Ferrari          | 70   | +1 giro      | 11      |       |
| 15  | 11 | Sergio Pérez      | Force India-Mercedes    | 70   | +1 giro      | 18      |       |
| 16  | 99 | Adrian Sutil      | Sauber-Ferrari          | 70   | +1 giro      | 13      |       |
| 17  | 8  | Romain Grosjean   | Lotus-Renault           | 63   | Power unit   | 14      |       |
| Rit | 3  | Daniel Ricciardo  | Red Bull Racing-Renault | 39   | Sospensione  | 9       |       |

## Classifiche mondiali

### Piloti
| Pos | Pilota           | Punti |
| --- | ---------------- | ----- |
| 1   | Lewis Hamilton   | 334   |
| 2   | Nico Rosberg     | 317   |
| 3   | Daniel Ricciardo | 214   |
| 4   | Sebastian Vettel | 159   |
| 5   | Fernando Alonso  | 157   |
| 6   | Valtteri Bottas  | 156   |
| 7   | Jenson Button    | 106   |
| 8   | Felipe Massa     | 98    |
| 9   | Nico Hülkenberg  | 80    |
| 10  | Kevin Magnussen  | 55    |
| 11  | Kimi Räikkönen   | 53    |
| 12  | Sergio Pérez     | 47    |
| 13  | Jean-Éric Vergne | 22    |
| 14  | Romain Grosjean  | 8     |
| 15  | Daniil Kvjat     | 8     |
| 16  | Pastor Maldonado | 2     |
| 17  | Jules Bianchi    | 2     |

### Costruttori
| Pos | Costruttore             | Punti |
| --- | ----------------------- | ----- |
| 1   | Mercedes                | 651   |
| 2   | Red Bull Racing-Renault | 373   |
| 3   | Williams-Mercedes       | 254   |
| 4   | Ferrari                 | 210   |
| 5   | McLaren-Mercedes        | 161   |
| 6   | Force India-Mercedes    | 127   |
| 7   | STR-Renault             | 30    |
| 8   | Lotus-Renault           | 10    |
| 9   | Marussia-Ferrari        | 2     |